# La Natividad
La Natividad är en ort i Mexiko.   Den ligger i kommunen Natividad och delstaten Oaxaca, i den sydöstra delen av landet, 400 km sydost om huvudstaden Mexico City. La Natividad ligger 1 961 meter över havet och antalet invånare är 586.
Terrängen runt La Natividad är kuperad åt sydväst, men åt nordost är den bergig. La Natividad ligger nere i en dal. Runt La Natividad är det glesbefolkat, med 8 invånare per kvadratkilometer. Närmaste större samhälle är San Juan Atepec, 18,4 km nordväst om La Natividad. I omgivningarna runt La Natividad växer i huvudsak blandskog.